# Robbyn Hermitage
Robbyn Hermitage (Montreal, 22 de abril de 1970) es una deportista canadiense que compitió en bádminton, en las modalidades individual, dobles y dobles mixto. Ganó cuatro medallas en los Juegos Panamericanos, en los años 1995 y 1999.

## Palmarés internacional
| Juegos Panamericanos | Juegos Panamericanos      | Juegos Panamericanos | Juegos Panamericanos |
| Año                  | Lugar                     | Medalla              | Prueba               |
| -------------------- | ------------------------- | -------------------- | -------------------- |
| 1995                 | Mar del Plata (Argentina) | Medalla de plata     | Dobles               |
| 1995                 | Mar del Plata (Argentina) | Medalla de bronce    | Individual           |
| 1999                 | Winnipeg (Canadá)         | Medalla de oro       | Dobles               |
| 1999                 | Winnipeg (Canadá)         | Medalla de plata     | Dobles mixto         |